# علوان (إيران)
علوان هي مدينة إيرانية تقع في قسم شاوور من مقاطعة شوش في محافظة خوزستان. حسب إحصاءات المركز الرسمي للإحصاءات الإيرانية في 2006 كان يسكن علوان 6100 شخص.